# Cupa Laver 2024
Cupa Laver 2024 a fost a șaptea ediție a Cupei Laver, turneul de tenis masculin între echipe din Europa și Restul Lumii. S-a jucat pe terenuri cu suprafață dură, în interior, la Mercedes-Benz Arena din Berlin, Germania, în perioada 20–22 septembrie 2024.
Pentru a șaptea și ultima oară, căpitanii echipelor au fost legende ale tenisului, suedezul Björn Borg pentru echipa europeană și rivalul său american John McEnroe pentru echipa mondială. Din 2025, funcția de căpitan îi va reveni francezului Yannick Noah pentru Europa și americanului Andre Agassi pentru echipa mondială. Dublă campioană în exercițiu din 2022 și 2023 este echipa mondială.
Echipa  europeană a câștigat al cincilea său titlu, învingând echipa mondială cu 13–11. Înaintea ultimelor 2 meciuri de simplu scorul era 7–11, victoria europenilor s-a decis prin câștigarea ambelor meciuri. Acesta a fost o repetare a scenariului de la Cupa Laver 2019. În meciul dintre Alexander Zverev și Frances Tiafoe, Zverev a câștigat după ce a pierdut setul inaugural și și-a pierdut serviciul în al doilea. În ultimul meci de simplu, debutantul Carlos Alcaraz l-a învins pe proaspătul finalist al US Open, Taylor Fritz, obținând opt puncte în total, cele mai multe dintre toți participanții.

## Selecția jucătorilor
La 8 noiembrie 2023, Carlos Alcaraz a fost primul jucător care și-a confirmat participarea în echipa Europei. La 8 februarie 2024, Daniil Medvedev și Alexander Zverev au fost următorii jucători care și-au anunțat participarea în această echipă. La 11 aprilie 2024, Alex de Minaur, Taylor Fritz și Tommy Paul sunt primii jucători care își confirmă participarea pentru echipa mondială. Rafael Nadal a fost anunțat ca al patrulea jucător pentru echipa Europei la 22 aprilie 2024. Ben Shelton a fost confirmat pentru eveniment la 25 iunie 2024.
La 17 iulie 2024, echipa Europei și-a anunțat componența finală, cu participarea lui Casper Ruud și Stefanos Tsitsipas. Căpitanul echipei mondiale, John McEnroe, i-a ales pe Frances Tiafoe și Alejandro Tabilo ca finaliști pe 19 august 2024.
La 12 septembrie 2024, de Minaur, Paul și Nadal s-au retras din cauza accidentărilor și au fost înlocuiți de Francisco Cerúndolo, Thanasi Kokkinakis și Grigor Dimitrov.

## Participanți
| Echipa Europa       | Echipa Europa |
| ------------------- | ------------- |
| Căpitan: Björn Borg |               |
| Jucător             | Poz.          |
| Alexander Zverev    | 2             |
| Carlos Alcaraz      | 3             |
| Daniil Medvedev     | 5             |
| Casper Ruud         | 9             |
| Rafael Nadal        | 9PR(154)      |
| Grigor Dimitrov     | 10            |
| Stefanos Tsitsipas  | 12            |
| Flavio Cobolli      | 32            |
| Jan-Lennard Struff  | 37            |

| Echipa Restul Lumii   | Echipa Restul Lumii |
| --------------------- | ------------------- |
| Căpitan: John McEnroe |                     |
| Jucător               | Poz.                |
| Taylor Fritz          | 7                   |
| Alex de Minaur        | 11                  |
| Tommy Paul            | 13                  |
| Frances Tiafoe        | 16                  |
| Ben Shelton           | 17                  |
| Alejandro Tabilo      | 22                  |
| Francisco Cerúndolo   | 31                  |
| Thanasi Kokkinakis    | 78                  |

- Clasamentul ATP la data de 9 septembrie 2024

|  | Abandon |
|  | Rezervă |

## Meciuri
Fiecare meci câștigat în prima zi valorează un punct, în a doua zi două puncte, iar în a treia zi trei puncte. Câștigă prima echipă care ajunge la 13 puncte.
| Zi / Pcte | Dată   | Tip meci | Echipa Europei       | Echipa Restul Lumii  | Scor                  | Puncte echipe după meci |
| --------- | ------ | -------- | -------------------- | -------------------- | --------------------- | ----------------------- |
| 1         | 20 sep | Simplu   | Casper Ruud          | Francisco Cerúndolo  | 4–6, 4–6              | 0–1                     |
| 1         | 20 sep | Simplu   | Stefanos Tsitsipas   | Thanasi Kokkinakis   | 6–1, 6–4              | 1–1                     |
| 1         | 20 sep | Simplu   | Grigor Dimitrov      | Alejandro Tabilo     | 7–6(7–4), 7–6(7–2)    | 2–1                     |
| 1         | 20 sep | Dublu    | C Alcaraz / A Zverev | T Fritz / B Shelton  | 6–7(5–7), 4–6         | 2–2                     |
| 2         | 21 sep | Simplu   | Daniil Medvedev      | Frances Tiafoe       | 6–3, 4–6, [5–10]      | 2–4                     |
| 2         | 21 sep | Simplu   | Carlos Alcaraz       | Ben Shelton          | 6–4, 6–4              | 4–4                     |
| 2         | 21 sep | Simplu   | Alexander Zverev     | Taylor Fritz         | 4–6, 5–7              | 4–6                     |
| 2         | 21 sep | Dublu    | C Ruud / S Tsitsipas | B Shelton / A Tabilo | 1–6, 2–6              | 4–8                     |
| 3         | 22 sep | Dublu    | C Alcaraz / C Ruud   | B Shelton / F Tiafoe | 6–2, 7–6(8–6)         | 7–8                     |
| 3         | 22 sep | Simplu   | Daniil Medvedev      | Ben Shelton          | 7–6(8–6), 5–7, [7–10] | 7–11                    |
| 3         | 22 sep | Simplu   | Alexander Zverev     | Frances Tiafoe       | 6–7(5–7), 7–5, [10–5] | 10–11                   |
| 3         | 22 sep | Simplu   | Carlos Alcaraz       | Taylor Fritz         | 6–2, 7–5              | 13–11                   |

## Statistici
| Jucător             | Echipă | Nat.                       | Meciuri | Câștigat–Pierdut | Câștigat–Pierdut | Câștigat–Pierdut | Puncte | Puncte | Puncte |
| Jucător             | Echipă | Nat.                       | Meciuri | Simplu           | Dublu            | Total            | Simplu | Dublu  | Total  |
| ------------------- | ------ | -------------------------- | ------- | ---------------- | ---------------- | ---------------- | ------ | ------ | ------ |
| Carlos Alcaraz      | Europa | Spania                     | 4       | 2–0              | 1–1              | 3–1              | 5–0    | 3–1    | 8–1    |
| Francisco Cerúndolo | Lume   | Argentina                  | 1       | 1–0              | 0–0              | 1–0              | 1–0    | 0–0    | 1–0    |
| Grigor Dimitrov     | Europa | Bulgaria                   | 1       | 1–0              | 0–0              | 1–0              | 1–0    | 0–0    | 1–0    |
| Taylor Fritz        | Lume   | Statele Unite ale Americii | 3       | 1–1              | 1–0              | 2–1              | 2–3    | 1–0    | 3–3    |
| Thanasi Kokkinakis  | Lume   | Australia                  | 1       | 0–1              | 0–0              | 0–1              | 0–1    | 0–0    | 0–1    |
| Daniil Medvedev     | Europa | Main Page                  | 2       | 0–2              | 0–0              | 0–2              | 0–5    | 0–0    | 0–5    |
| Casper Ruud         | Europa | Norvegia                   | 3       | 0–1              | 1–1              | 1–2              | 0–1    | 3–2    | 3–3    |
| Ben Shelton         | Lume   | Statele Unite ale Americii | 5       | 1–1              | 2–1              | 3–2              | 3–2    | 3–3    | 6–5    |
| Alejandro Tabilo    | Lume   | Chile                      | 2       | 0–1              | 1–0              | 1–1              | 0–1    | 2–0    | 2–1    |
| Frances Tiafoe      | Lume   | Statele Unite ale Americii | 3       | 1–1              | 0–1              | 1–2              | 2–3    | 0–3    | 2–6    |
| Stefanos Tsitsipas  | Europa | Grecia                     | 2       | 1–0              | 0–1              | 1–1              | 1–0    | 0–2    | 1–2    |
| Alexander Zverev    | Europa | Germania                   | 3       | 1–1              | 0–1              | 1–2              | 3–2    | 0–1    | 3–3    |